# Фредерик (корабль)
Фредерик (Friedrich) — первый известный вооружённый парусный корабль (1636) западноевропейского типа, построенный в России.

## История
В 1634 году ко двору царя Михаила Фёдоровича прибыло посольство от голштинского герцога Фридриха III с просьбой о разрешении для его подданных проезжать через территорию России в Персию по торговым делам.
Записи об этом предприятии оставил немецкий путешественник и учёный Адам Олеарий в своей книге «Описание путешествия в Московию», изданной в Шлезвиге в 1656 году.
Кроме всего прочего, посольство также должно было договориться с русскими властями о постройке на Волге десяти кораблей для плавания голштинцев в Персию.
Русское правительство благосклонно отнеслось к этой просьбе, ибо видело в предприятии и свою выгоду, а также рассчитывало перенять у голштинских мастеров технологию постройки больших кораблей. На это указывает и содержание царской грамоты, отправленной нижегородскому воеводе, в которой, в частности, говорится:
Ходити им в Персиду... Волгою на десяти кораблях, а корабли им делати в нашей земле, где такие леса, которые к тому делу годны найдут, а тот лес покупати им у наших людей вольною торговлею, а плотников к тому корабельному делу, к их корабельным мастерам в прибавку, наймовать наших подданных охочих людей, и наём им платить по договору с ними вольною торговлею, а от тех плотников корабельного мастерства не скрывать и не таить.
В конце 1634 года из Москвы в Нижний Новгород отправились шесть голштинских специалистов в сопровождении русской охраны: шкипер и руководитель постройки Михаэль Кордес из Любека, корабельный плотник Корнелий Йостен, переводчик Ганс Берк, а также Кашпер Зеелер, Йохан Стирпомас и Йохим Кранц.
С помощью нанятых русских плотников к июню 1636 года первый корабль, названный в честь герцога Фридриха III, был спущен на воду. Остальные девять кораблей было решено строить по результатам торговой миссии в Персию.
По данным Адама Олеария, «Фредерик» был построен из сосновых досок и имел длину 120 футов, ширину 40 футов и осадку 7 футов. Эти размеры соответствуют принятым в то время стандартам для галер — разве что осадка для корабля такого типа была великовата (с учётом того, что его сделали плоскодонным, без киля).
В марте 1636 года в Москву прибыло новое голштинское посольство, во главе которого были Крузиус и Брюггеман. Это посольство наняло уже в России команду для «Фредерика» из местных иностранцев и русских людей. 1 июля (11 июля) посольство отправились из Москвы в Персию совместно с русскими посланниками Алексеем Савиным Романчуковым, подьячим Скобельцыным и толмачом Юшковым. 30 июля (9 августа) того же 1636 года миссия отбыла из Нижнего Новгорода вниз по Волге, направляясь в Персию.
По данным Адама Олеария, на «Фредерике» в Персию плыло 126 человек.
27 октября (6 ноября) 1636 года «Фредерик» наконец-то вышел в Каспийское море. А 12 (22) ноября, когда корабль был уже недалеко от Дербента, «Фредерик» попал в мощный шторм.
Высокие и короткие волны приводили к тому, что наше судно, которое было очень длинно и лишь из соснового дерева, извивалось, как змея, и расходилось в скреплениях. Нижняя часть... так скрипела, что во внутреннем помещении едва можно было расслышать собственное слово. Волны одна за другой опасно обрушивались на корабль и перебрасывались через него, заливая его так, что нам постоянно приходилось выкачивать и вычерпывать воду... Мы провели ночь в ужасе, страхе и опасениях...
Шторм продолжался три дня, и в результате израненный корабль, потерявший уже все свои три мачты, было решено посадить на мель, чтобы спасти груз и команду.
В дальнейшем «Фредерик» был вытащен на берег в десяти милях от Дербента и разворован местными жителями.

## Интересные факты
- «Фредерик» был построен на 31 год раньше, чем «Орёл», который традиционно считается первым российским парусным кораблём западноевропейского типа. Однако, хотя «Фредерик» был построен в России, но ходил он под флагом Гольштейна[2][3].
- Англичанин Ричард Хаклит в одной из своих работ сообщал[4], что в 1581 году корабль, зафрахтованный Московской компанией, и шедший из Астрахани, подобрал в Дербенте трёх испанцев, дезертировавших из турецкой армии. Впрочем, это не означает, что упоминаемый корабль был западноевропейского типа.